# 368 Haidea
368 Haidea è un asteroide della fascia principale del diametro medio di circa 69,61 km. Scoperto nel 1893, presenta un'orbita caratterizzata da un semiasse maggiore pari a 3,0711026 UA e da un'eccentricità di 0,2011369, inclinata di 7,79160° rispetto all'eclittica.
L'origine del suo nome è sconosciuta.